# 1900년 하계 올림픽 룩셈부르크 선수단
1900년 하계 올림픽 룩셈부르크 선수단은 프랑스 파리에서 개최된 1900년 하계 올림픽에 참가한 올림픽 룩셈부르크 선수단이다. 1개 종목에 선수 1명이 참가하였다.
미셸 테아토가 육상 남자 마라톤 종목에서 우승했다. 한동안 미셸 테아토는 프랑스인으로 추정되었지만, 20세기 말에 그가 룩셈부르크 출신으로 밝혀지며, 룩셈부르크의 첫 번째 올림픽 메달 수상자가 되었다. 하지만 공식적으로 국제 올림픽 위원회에서는 여전히 그를 프랑스의 금메달리스트로 인정하고 있다.

## 육상

### 도로 육상
| 선수        | 종목   | 결선    | 결선 |
| 선수        | 종목   | 기록    | 순위 |
| ----------- | ------ | ------- | ---- |
| 미셸 테아토 | 마라톤 | 2:59:45 | 1    |

## 참고 자료
- Mallon, Bill (1998). 《The 1900 Olympic Games, Results for All Competitors in All Events, with Commentary》. Jefferson, North Carolina: McFarland & Company, Inc., Publishers. ISBN 0-7864-0378-0.